# Boiga drapiezii
Boiga drapiezii är en ormart som beskrevs av Boie 1827. Boiga drapiezii ingår i släktet Boiga och familjen snokar. Inga underarter finns listade.
Arten förekommer på Malackahalvön, Borneo, Sumatra, Java och på flera mindre öar i regionen. Även ett fynd från södra Vietnam är dokumenterad. Den lever i kulliga områden mellan 80 och 900 meter över havet. Boiga drapiezii är nattaktiv, vistas i skogar och klättrar främst i träd. Födan utgörs huvudsakligen av grodor och ödlor. Honor lägger ägg.
För beståndet är inga hot kända. IUCN kategoriserar arten globalt som livskraftig.